# Octeville-sur-Mer
Octeville-sur-Mer è un comune francese di 5 767 abitanti situato nel dipartimento della Senna Marittima nella regione della Normandia.

## Storia

### Simboli
Lo stemma adottato dal comune riprende il blasone della famiglia Coste, ed è stato registrato dal Consiglio francese di araldica il 18 giugno 1994.

## Società

### Evoluzione demografica
Abitanti censiti

## Amministrazione

### Gemellaggi
Furci Siculo, dal 2010